# Palaquium annamense
Palaquium annamense är en tvåhjärtbladig växtart som beskrevs av Paul Lecomte. Palaquium annamense ingår i släktet Palaquium och familjen Sapotaceae.
Artens utbredningsområde är Vietnam. Inga underarter finns listade i Catalogue of Life.